# Cantó de Los Sarrasins-1
El cantó de Los Sarrasins-1 és un cantó francès del departament de Tarn i Garona, situat al districte de Los Sarrasins. Comprèn una part del municipi de Los Sarrasins.

## Història
| Data d'elecció                           | Identitat       | Partit | Qualitat |
| ---------------------------------------- | --------------- | ------ | -------- |
| 1985-1992                                | Jacques Lavigne | UDF    |          |
| 1992-                                    | Robert Bénech   | PRG    |          |
| les dades anteriors no són pas conegudes |                 |        |          |
|                                          |                 |        |          |